# Saibashi

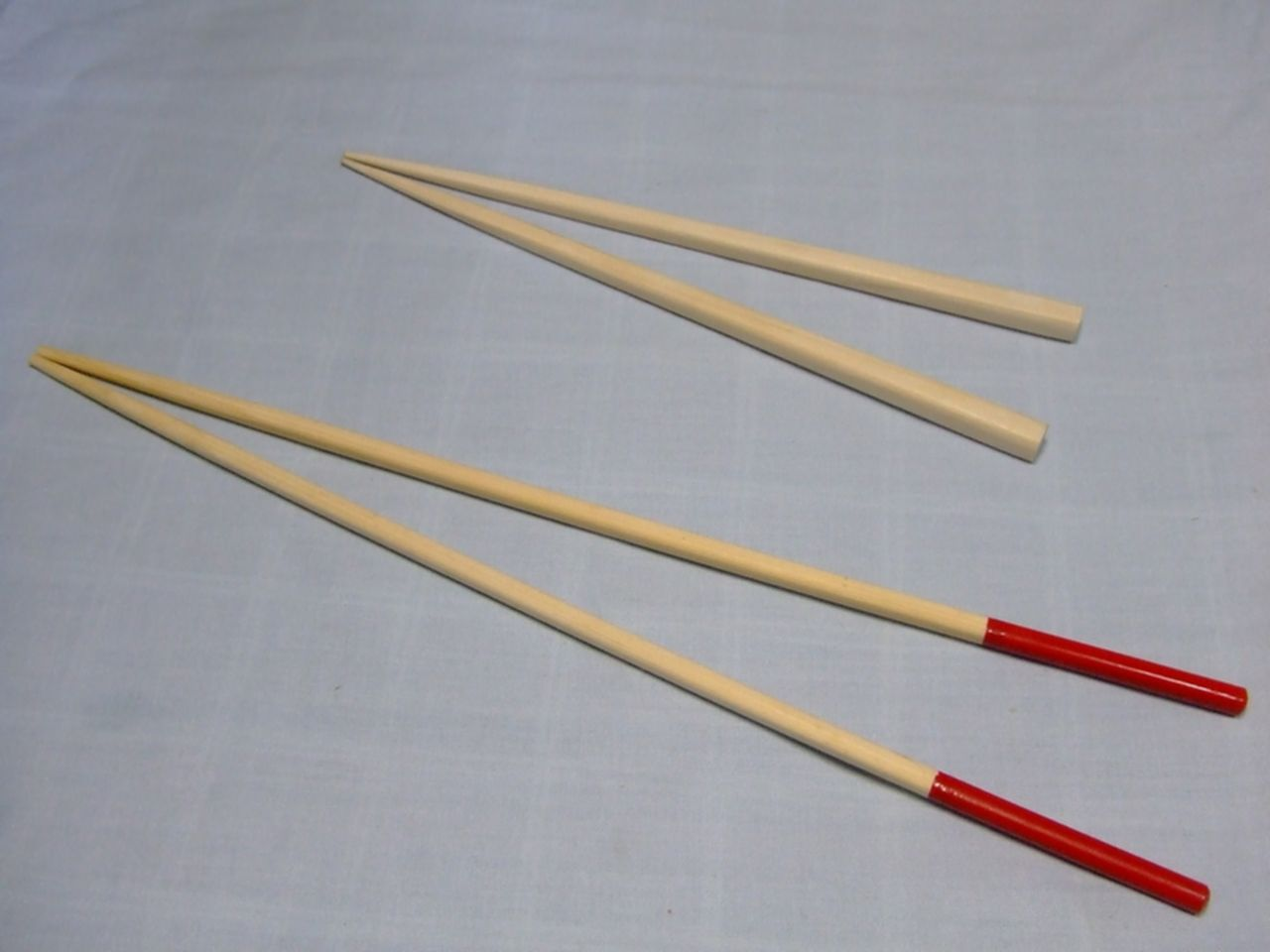
Hashi e Saibashi (in basso)

I saibashi (菜箸; さいばし) sono una speciale versione delle  bacchette per il cibo (chiamate in giapponese 箸, hashi) utilizzata nella cucina giapponese per la preparazione dei cibi e non per il loro consumo.

## Caratteristiche
Questo tipo di bacchette sono utilizzate in particolare perché consentono di maneggiare con una sola mano porzioni di cibo ad alta temperatura, e vengono usate in modo abbastanza simile alle ordinarie bacchette di legno.
Rispetto a queste ultime sono però più lunghe (in genere sui 30 cm o più) e a volte sono collegate tra loro da una funicella all'estremità, utile per appenderli al muro. 
Nella maggior parte dei casi sono fatte di bambù, ma per la frittura a bagno d'olio è preferibile utilizzare bacchette di metallo con l'impugnatura di bambù. Questo per il fatto che il bambù dopo ripetute immersioni nell'olio bollente alla lunga si degrada prendendo una colorazione anomala e impregnandosi di grasso. L'impugnatura rivestita di bambù serve invece per isolare termicamente l'impugnatura dall'estremità metallica immersa nell'olio.
Nella dotazione di attrezzi da cucina disponibile in occidente i Saibashi possono essere sostituiti da pinze di legno.

## Abbellimenti
L'impugnatura delle bacchette viene a volte dipinta o decorata con lacca, sia per motivi estetici che per renderla impermeabile. La superficie delle bacchette metalliche può invece essere resa corrugata in modo che essa risulti meno scivolosa. A volte bacchette metalliche di prezzo elevato vengono commercializzate in coppie collegate tra loro da una catenella, in modo da renderne difficile la separazione.